# 炸醬麵
炸醬麵，有時誤作醡醬麵，是指一種起源于山东的麵條食用方法，将煮熟的麵條和炸醬混合均匀食用。炸醬之所以為「炸」是因為鍋中「油」的量所定義的烹調用字，而在製作炸醬的最後階段，因為比重的關係，醬料都會沉在鍋底，上頭浮起一層的油，看上去就像把醬丟在油裏頭炸一樣，所以才會用「炸」作為動詞，稱為「炸醬」。

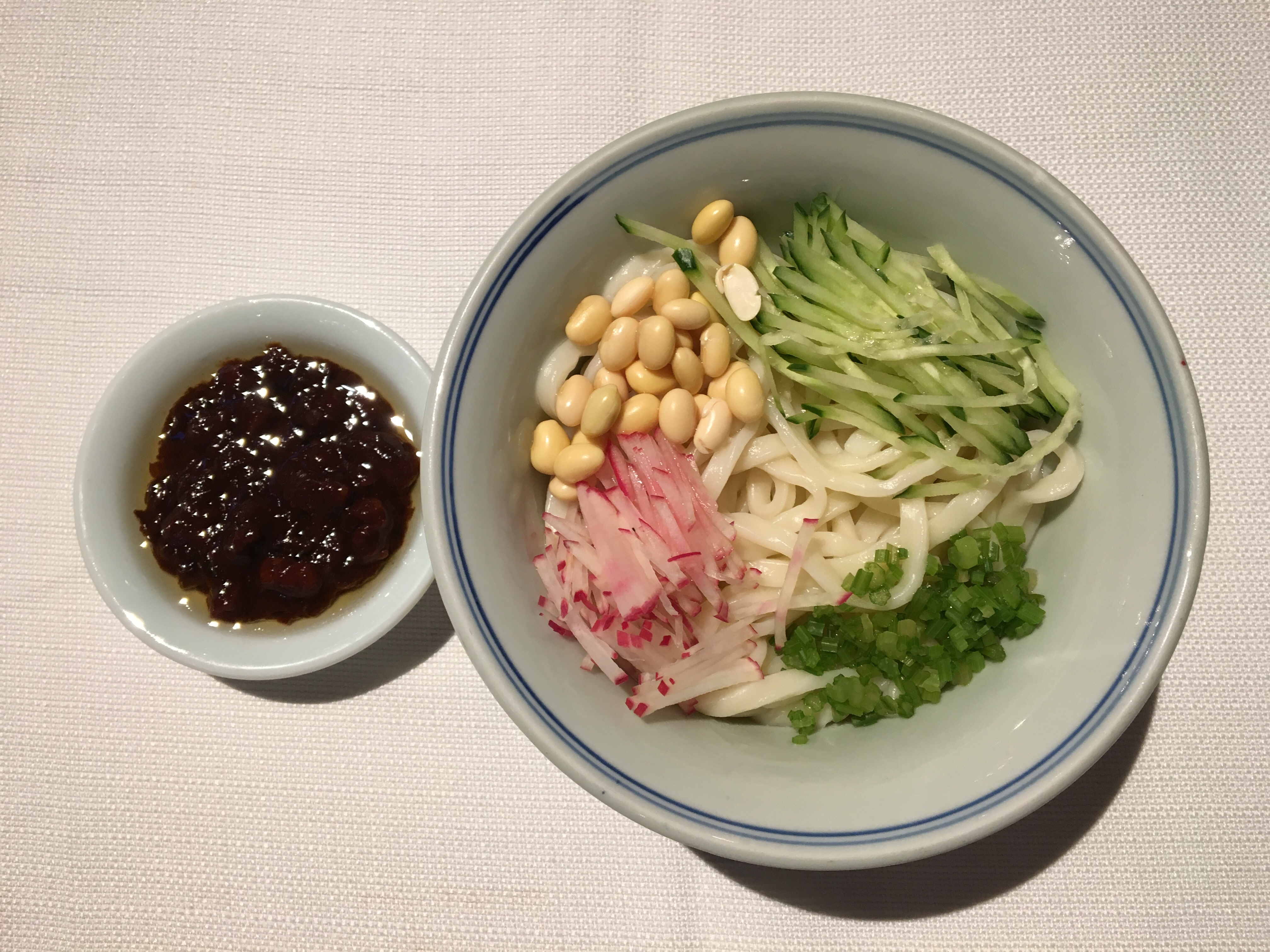
炸酱麵

炸醬麵是中國傳統特色麵食，被譽為「中國十大麵條」之一。 炸醬一般用肉末（或肉丁、肉丝）和黄酱（或甜面酱，晉語區多用老黑醬）炒製的，粤港改良版本还会加糖或蜂蜜。其他配菜称菜码或麵码，一般有黄瓜絲、萝卜丝、青豆、豆芽、菠菜乃至鸡蛋丝等。

## 各地炸酱面
炸酱面是中国山東富有特色的食物。另外，北京、天津、上海、辽宁、吉林、廣東、香港乃至日本、韓國也有不同製法的炸醬麵。

### 山东
山东炸酱面特点是，炸酱里面除肉丁外，还会有豆角丁。做法是以葱薑爆锅后，下肉丁炸白，再加酱炒成炸酱，再加入事先炒好的豆角丁，一同成为炸酱。另外还有以鲜虾代替肉丁的鲜虾炸酱面。春季时令菜码有腌香椿芽。

### 东北
在辽宁和吉林，炸酱传统上使用大酱炒製。大酱和肉丝或肉末炒制成的炸酱叫肉酱，比较常见；另外还有素食版的鸡蛋酱，由大酱和炒鸡蛋制成，为当地特色。

### 北京

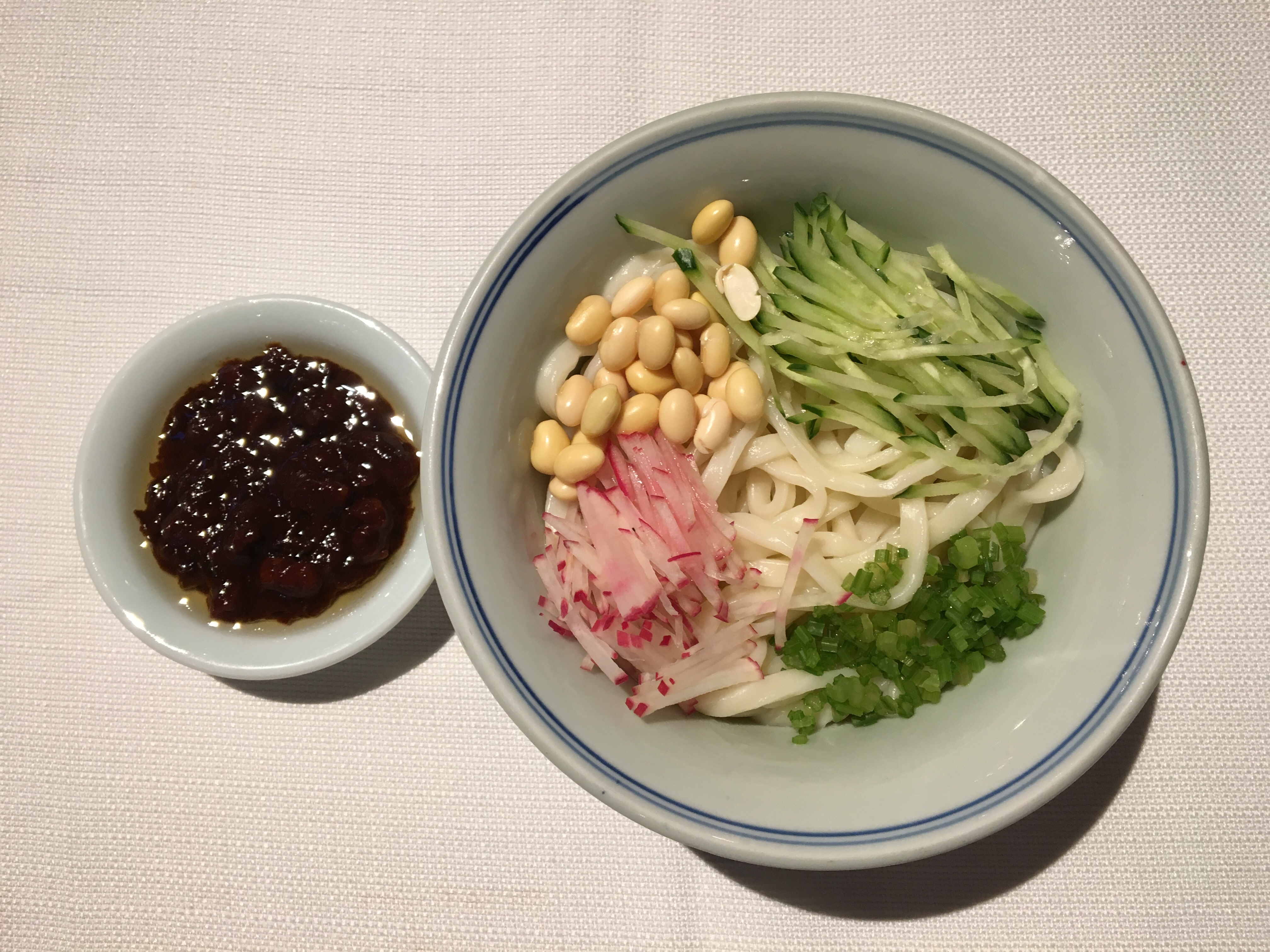
已事先加入菜码的北京炸酱面，炸酱单独盛放

北京炸酱面是由早期的魯菜館帶入當地，后經傳播推廣后逐漸成為當地家喻戶曉的一道名吃，又称“小碗乾炸”。老北京炸醬麵的作法主要是由炸醬，麵及菜碼等佐料拌勻而食，食感清爽可口濃郁不膩。北京的炸醬的做法是切小塊的五花肉，搭配以薑末爆炒，而後佐以乾黄酱、鲜黄酱、甜麵醬各三分之一调和，再加入蔥蒜炖製。北京炸酱面讲究菜码，在食用時除了將煮熟的手擀麵拌上炸醬外，也會佐以小黃瓜絲、蔥白、豆芽等等码料。也有人喜欢加入少許麵汤使面条拌起来更润些，並依個人喜好加入醋、麻油調味。整瓣的蒜头则是佐餐的调味品，最好的是独头蒜。

### 粤港
在1949年中華人民共和國成立之後，炸醬麵隨南下的解放軍官兵帶到廣東省，在廣州，外來人口都以售賣炸醬麵維生，王小二炸醬麵亦因此在廣州市內發跡。炸醬麵亦在1960年代隨由廣東省逃港潮的難民帶到香港，港式炸醬麵是以辣豆瓣酱及蕃茄酱作主要醬料，紅蘿蔔絲及烏醋、糖和鹽熱煮，食用時搭配廣式生麵及肉絲拌吃，味道較甜辣。

### 臺灣

#### 閩南本地化口味

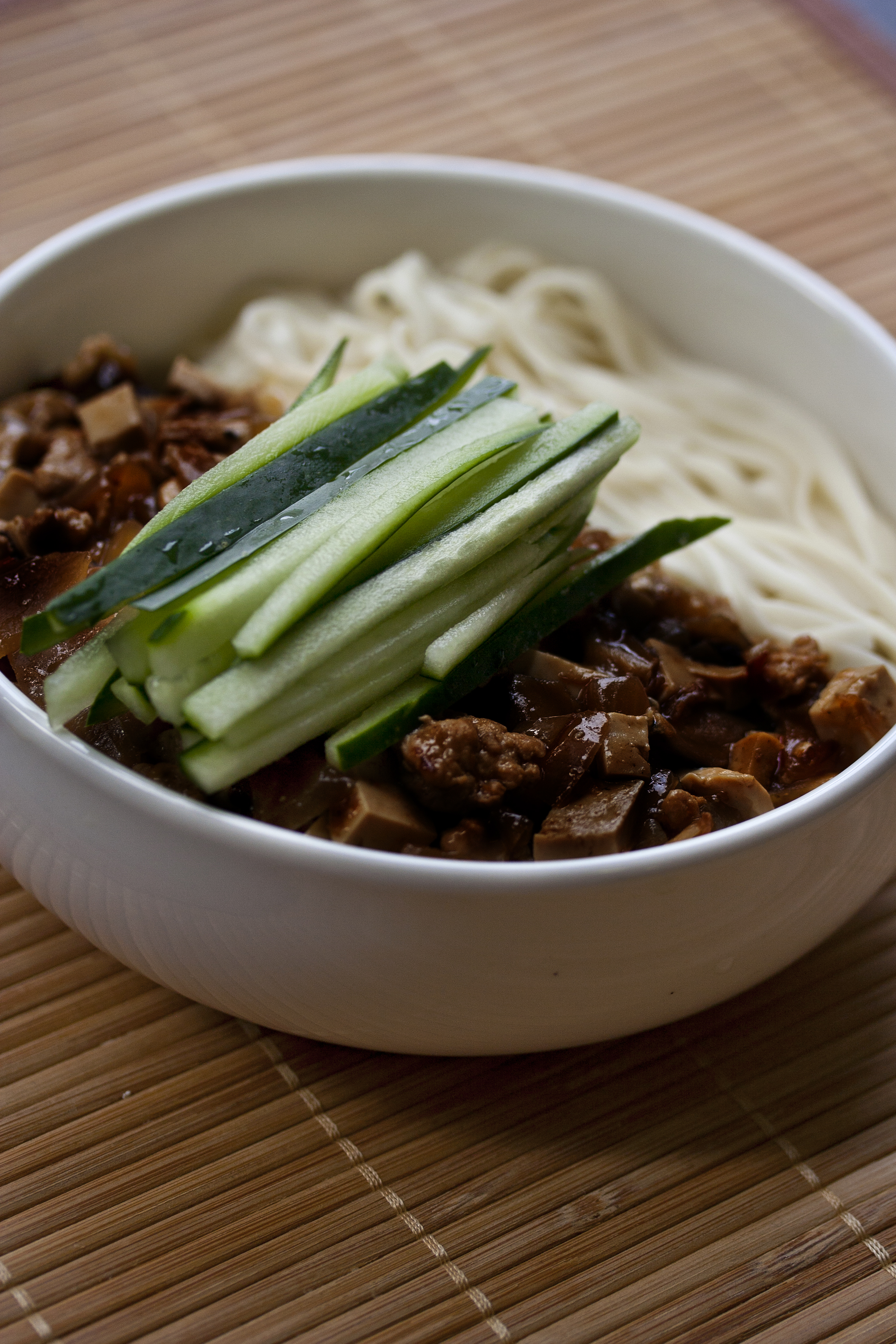
炸醬麵

台灣的炸醬明顯少用油，多用水，顏色呈現淡棕色，而不是深棕色或黑。製作方法：先將五花肉切小丁塊，豆瓣醬及甜麵醬分別以水調致稀糊狀，起鍋熱油放入薑末爆香，豆干丁用小火煸得微微焦香，先加入豆瓣醬，以小火炒至香味飄出，再加入甜麵醬，續以小火翻炒至醬汁發亮。搭配麵條有一般扁麵條，還有嚼勁十足的手工家常麵等，十足道地風味。另外，維力食品出產的速食麵維力炸醬麵、還有隨後推出維力炸醬罐，深受台灣人喜愛。

#### 眷村口味
製作：早期隨政府來臺外省族群製作炸醬時，先以８分瘦、２分肥的黑豬後腿肉絞碎充分拌勻再起鍋熱油慢炒再加入以天然發酵的甜麵醬（南北貨店可買到）以中火翻攪，酌量加水、少量砂糖至適度濃稠即可。
其間再加入切丁豆干一起煮會使醬料口感更為入口。
吃法：先將綠豆芽以熱水汆燙、小黃瓜刨絲後拌入煮好自家手擀麵條，次加入製做好的炸醬並均勻攪拌後就是一碗60年代在台灣外省第二代心中簡單營養又美味的麵食。
另有津醬推出的天津炸醬常溫調理包亦可於露營、野炊時方便食用。

### 韓國
韓國亦有炸醬麵（韓語：짜장면），早在清朝时期即由來自山東的華僑們自仁川傳入韓國。韓式炸醬麵以春醬（黑豆醬）拌著醬油、砂糖與太白粉作為炸醬基底，酱质较为稀薄，放上黃瓜絲、佐洋蔥丁、醃黃蘿蔔及辣白菜一起食用。風味獨特，已經自成一格。

### 日本
炸醬麵目前在日本的高级餐館也有賣，口味是照搬台灣式的。樣子是: 在盤子周圍放上綠色黄瓜絲，中間放麵條，碟子放上黄色的炒鴨蛋，最中央是一撮紫色的炸醬。

## 庶民文化
老北京也有顺口溜记述了炸醬麵的配料：
青豆嘴儿、香椿芽儿，
焯韭菜，切成段儿；
芹菜末儿、莴笋片儿，
狗牙蒜要掰两瓣儿；
豆芽菜，去掉根儿，
顶花带刺儿的黄瓜要切细丝儿；
心里美，切几批儿，
焯江豆剁碎丁儿，小水萝卜带绿缨儿；
辣椒麻油淋一点儿，芥末泼到辣鼻眼儿。
炸酱面虽只一小碗，七碟八碗是面码儿。